# Podocarpus aracensis
Podocarpus aracensis é uma espécie de conífera da família Podocarpaceae.
Apenas pode ser encontrada no Brasil.